# Emily Jacir
Emily Jacir (geboren 1970 in Bethlehem, Westjordanland) ist eine palästinensisch-amerikanische Künstlerin. Sie arbeitet konzeptuell und ist so gleichermaßen als Malerin, Fotografin, Film-, Sound-, Video- und als Installationskünstlerin bekannt geworden. Ihr Werk kreist um die Geschichte der Vertreibung und Unterdrückung von Palästinensern.

## Leben und Werk
Jacir wurde 1970 in Bethlehem im israelisch besetzten Westjordanland geboren. Sie wuchs in Saudi-Arabien auf und besuchte eine Oberschule in Rom. An der University of Dallas in Irving (Texas) erwarb sie den BA, am Memphis College of Art in Memphis (Tennessee) den Master of Fine Arts (MFA). Seit 1999 lebt und arbeitet Jacir, soweit das Palästinensische Autonomiegebiet nicht abgeriegelt ist, alternierend in Ramallah (u. a. an der Universität Bir Zait arbeitend) und in New York City.
Seit 1994 hatte Jacir weltweit eine Vielzahl von Ausstellungen, unter anderem im Whitney Museum und im MoMA in New York und am San Francisco Museum of Modern Art. 2007 nahm sie mit Material for a Film, „einem Dokumentarfilm in Gestalt einer Installation“ über den Mord an Wael Zwaiter, u. a. an der Biennale di Venezia teil und wurde dort mit einem Goldenen Löwen ausgezeichnet. 2008 erhielt Jacir den mit 100.000 US-$ dotierten Hugo Boss Prize der Solomon R. Guggenheim Foundation.
Nach dem Terrorangriff der Hamas auf Israel 2023 postete sie am 7. Oktober auf ihrem Instagram-Account ein Video, in dem die Hamas eine israelische Zivilistin verschleppte. Ihr Kommentar: „Diese gefangengenommene Siedlerin sieht glücklich aus. Ich hoffe, sie geben ihr ein gutes palästinensisches Gericht zu essen.“ Das Nachrichtenmagazin Profil zitierte den Satz als ein Beispiel für die „manifeste Verhöhnung israelischer Opfer“ in der Kunstszene.

## Auszeichnungen (Auswahl)
- 2007: Prinz-Claus-Preis[6]
- 2007: Goldener Löwe der Biennale di Venezia
- 2008: Hugo Boss Prize[7]